# Сала-Б'єллезе
Сала-Б'єллезе (італ. Sala Biellese, п'єм. Sala) — муніципалітет в Італії, у регіоні П'ємонт,  провінція Б'єлла.
Сала-Б'єллезе розташована на відстані близько 550 км на північний захід від Рима, 55 км на північ від Турина, 11 км на південний захід від Б'єлли.
Населення — 592 особи (2014).
Щорічний фестиваль відбувається 11 листопада. Покровитель — святий Мартин.

## Демографія
Населення за роками:

Станом на 1 січня 2023 року в муніципалітеті офіційно проживало 27 іноземців з 11 країн, серед них 14 громадян країн Євросоюзу та 2 громадяни України.

## Сусідні муніципалітети
- К'яверано
- Донато
- Монграндо
- Торраццо
- Цуб'єна